# Fossarus orbignyi
Fossarus orbignyi is een slakkensoort uit de familie van de Planaxidae. De wetenschappelijke naam van de soort is voor het eerst geldig gepubliceerd in 1864 door P. Fischer.